# Communauté de communes Pré-Bocage Intercom
Die Communauté de communes Pré-Bocage Intercom (inoffiziell Pré-Bocage Intercom) ist ein französischer Gemeindeverband mit der Rechtsform einer Communauté de communes im Calvados in der Region Normandie. Sie wurde am 2. Dezember 2016 gegründet und umfasst 27 Gemeinden. Der Verwaltungssitz befindet sich im Ort Les Monts d’Aunay.

## Historische Entwicklung
Der Gemeindeverband entstand mit Wirkung vom 1. Januar 2017 durch die Fusion der Vorgängerorganisationen
- Communauté de communes Villers-Bocage Intercom und
- Communauté de communes Aunay Caumont Intercom.

Gleichzeitig wurden folgende Communes nouvelles gegründet:
- Aurseulles
- Caumont-sur-Aure
- Dialan sur Chaîne
- Les Monts d’Aunay
- Malherbe-sur-Ajon
- Val d’Arry
- Val de Drôme

wodurch sich die Anzahl der ursprünglich selbstständigen Gemeinden deutlich reduzierte.

## Mitgliedsgemeinden
| Gemeinde                                   | Einwohner 1. Januar 2022 | Fläche km² | Dichte Einw./km² | Code INSEE | Postleitzahl |
| ------------------------------------------ | ------------------------ | ---------- | ---------------- | ---------- | ------------ |
| Amayé-sur-Seulles                          | 211                      | 5,62       | 38               | 14007      | 14310        |
| Aurseulles                                 | 1.908                    | 46,00      | 41               | 14011      | 14240        |
| Bonnemaison                                | 401                      | 8,40       | 48               | 14084      | 14260        |
| Brémoy                                     | 257                      | 12,50      | 21               | 14096      | 14260        |
| Cahagnes                                   | 1.408                    | 24,35      | 58               | 14120      | 14240        |
| Caumont-sur-Aure                           | 2.439                    | 39,93      | 61               | 14143      | 14240        |
| Courvaudon                                 | 287                      | 9,53       | 30               | 14195      | 14260        |
| Dialan sur Chaîne                          | 1.009                    | 21,93      | 46               | 14347      | 14260        |
| Épinay-sur-Odon                            | 629                      | 11,58      | 54               | 14241      | 14310        |
| Landes-sur-Ajon                            | 459                      | 6,00       | 77               | 14353      | 14310        |
| Le Mesnil-au-Grain                         | 74                       | 4,30       | 17               | 14412      | 14260        |
| Les Loges                                  | 141                      | 4,46       | 32               | 14374      | 14240        |
| Les Monts d’Aunay                          | 4.664                    | 69,43      | 67               | 14027      | 14260, 14770 |
| Longvillers                                | 356                      | 6,65       | 54               | 14379      | 14310        |
| Maisoncelles-Pelvey                        | 251                      | 5,40       | 46               | 14389      | 14310        |
| Maisoncelles-sur-Ajon                      | 201                      | 4,24       | 47               | 14390      | 14210        |
| Malherbe-sur-Ajon                          | 573                      | 11,77      | 49               | 14037      | 14260        |
| Monts-en-Bessin                            | 417                      | 7,16       | 58               | 14449      | 14310        |
| Parfouru-sur-Odon                          | 197                      | 3,65       | 54               | 14491      | 14310        |
| Saint-Louet-sur-Seulles                    | 135                      | 4,33       | 31               | 14607      | 14310        |
| Saint-Pierre-du-Fresne                     | 181                      | 3,43       | 53               | 14650      | 14260        |
| Seulline                                   | 1.309                    | 31,67      | 41               | 14579      | 14260, 14310 |
| Tracy-Bocage                               | 305                      | 5,24       | 58               | 14708      | 14310        |
| Val d’Arry                                 | 2.455                    | 24,54      | 100              | 14475      | 14210        |
| Val de Drôme                               | 895                      | 27,62      | 32               | 14672      | 14240        |
| Villers-Bocage                             | 3.113                    | 5,76       | 540              | 14752      | 14310        |
| Villy-Bocage                               | 709                      | 11,39      | 62               | 14760      | 14310        |
| Communauté de communes Pré-Bocage Intercom | 24.984                   | 416,88     | 60               | –          | –            |